# Гафса Файзал
Гафса Файзал (англ. Hafsah Faizal) — американська письменниця молодіжних романів, найбільш відома своїм фантастичним романом-бестселером «Ми полюємо на пломінь» за версією New York Times.

## Особисте життя
Фейзал народилася у Флориді та виросла у Каліфорнії. Вона є американською мусульманкою шрі-ланкійського та арабського походження. Обидва її батьки — мусульманські іммігранти зі Шрі-Ланки. Файзал є найстаршою із чотирьох дітей і має двох сестер, Асму та Азру.
З тринадцяти років Файзала навчали вдома. У тому ж віці вона вперше почала розвивати свої навички дизайну, що привело її до заснування у сімнадцять років власної компанії вебдизайну IceyDesigns.
Серед тих, хто справив на неї найбільший літературний вплив, Файзал називає молодих письменниць Лі Бардуґо, Рошані Чокші та Рене Ахдіє і описує «Грацію» Крістін Кешор як книгу, яка змусила її повернутися до читання.
Наразі вона живе в Техасі.

## Кар'єра
Cвій перший роман Файзал написала у сімнадцять років. Крім писання, з вересня 2010 року вона також веде книжковий блог під назвою IceyBooks/ Фейзал каже, що її досвід у дизайні вплинув на її написання настільки, що вона вважає себе дуже візуальною письменницею.
Свою першу книгу Файзал опублікувала під псевдонімом Хафса Лазіаф у жовтні 2013 року. Це був науково-фантастичний роман для дорослих під назвою «Задуха», дія якого відбувається у далекому майбутньому, де Земля була знищена, а людство оселилося на новій планеті, спустошеній нестачею їжі та кисню.
Файзал написала ще чотири рукописи, перш ніж розпочати першу чернетку «Ми полюємо на пломінь», який стане її першим традиційним романом. Через конкурс книжок у Твіттері #DVPit вона знайшла свого літературного агента. Першу чернетку вона завершила безпосередньо перед початком конкурсу.
«Ми полюємо на пломінь» було опубліковано Farrar, Straus & Giroux у травні 2019 року. Це перша частина дилогія «Піски Аравії». У списку бестселерів New York Times він дебютував під № 5 і отримав схвальні відгуки. Роман, натхненний стародавньою Аравією, розповідає історію мисливиці, яка перевдягається в людину, щоб відправитися в небезпечний ліс і повернути магію своєму народу. Фейзал розгортає історію у світі, що нагадує стародавню Аравію, уникаючи зв'язків із культурами Південної Азії, які, за її словами, часто неправомірно переплітаються з історіями про Близький Схід.
Друга книга «Піски Аравії» «Ми звільняємо зірки» вийшла 19 січня 2021 року.
У лютому 2021 року повідомлялося, що STXtv розробляє телевізійну адаптацію «Ми полюємо на пломінь» з Фейзалом як виконавчим продюсером.
Її нова книга «Чайна буря» виходить 20 лютого 2024 року від FSG, Macmillan. У березні 2024 року «Чайна буря» потрапила до списку бестселерів New York Times.

## Твори

### Дилогія «Піски Аравії»
- «Ми полюємо на пломінь» (2019)
- «Ми звільняємо зірки» (2021)

### Дуологія «Крові та чай»
- «Чайна буря» (2024)
- «Просочення кров'ю» (2025)

### Автономні роботи
- Серія «Темне сходження»: «Безбажники» (2025)